# 刘府镇
刘府镇，是中华人民共和国安徽省滁州市凤阳县下辖的一个镇。

## 行政区划
刘府镇下辖以下地区：
刘府社区、官沟社区、曹店社区、赵庄社区、士敏村、光明村、芦山村、时圩村、河塘村、拐王村、苍张村、耿冲村、郭巷村、大桥村、刘府村、九龙村、严桥村、胡桥村、黄庙村、席岗村、陈圩村、官地村、武巷村、太山村和凤阳县曹店林场。